# Virieu-le-Grand
Virieu-le-Grand – miejscowość i gmina we Francji, w regionie Owernia-Rodan-Alpy, w departamencie Ain.

## Demografia
Według danych na styczeń 2012 roku gminę zamieszkiwały 1162 osoby, a gęstość zaludnienia wynosiła 92,6 osób/km².